# John Whitaker (gimnastyk)
John Thomas Whitaker (ur. 9 kwietnia 1886 w Birmingham, zm. 21 maja 1977 tamże) – brytyjski gimnastyk, medalista olimpijski.
Uczestniczył w rywalizacji podczas IV Letnich Igrzysk Olimpijskich rozgrywanych w Londynie w 1908 roku. Wystartował tam w jednej konkurencji gimnastycznej. W wieloboju drużynowym w systemie szwedzkim drużyna brytyjska zajęła ósme miejsce.
Cztery lata później uczestniczył w rywalizacji na V Letnich Igrzyskach olimpijskich rozgrywanych w Sztokholmie w 1912 roku. Startował tam w dwóch konkurencjach gimnastycznych. W wieloboju indywidualnym, z wynikiem 111,25 punktu, zajął 21. miejsce na 44 startujących zawodników. W wieloboju drużynowym w systemie standardowym zajął z drużyną trzecie miejsce, przegrywając jedynie z drużyną włoską i węgierską.
Reprezentował barwy klubu Birmingham Athletic Institute.